# 威特 (伊利諾伊州)
威特（英語：Witt）是一個位於美國伊利諾伊州蒙哥馬利縣的城市。

## 地理
威特的座標為39°15′16″N 89°21′04″W / 39.25444°N 89.35111°W，而該地的平均海拔高度為202米（即663英尺）。

## 人口
根據2010年美國人口普查的數據，威特的面積為3.63平方千米，當中陸地面積為3.63平方千米，而水域面積為0.00平方千米。當地共有人口903人，而人口密度為每平方千米248.76人。